# Choroba Dowlinga-Degosa
Choroba Dowlinga-Degosa (choroba Dowlinga-Degosa-Kitamury, ang. Dowling-Degos(-Kitamura) disease, DDD, reticular pigemented anomaly of the flexures) – rzadka choroba o podłożu genetycznym, objawiająca się siatkowatymi przebarwieniami skóry, typowo występującymi na skórze zgięciowych powierzchni kończyn. Dziedziczona jest autosomalnie dominująco. Przynajmniej w części przypadków wiąże się z mutacją genu KRT5 w locus 12q13 kodującego keratynę-5.
Schorzenie opisali jako pierwsi Dowling i Freudenthal w 1938 oraz Degos i Ossipowski w 1954 jako „dermatose reticulee des plis”. Wariant schorzenia ze zmianami skórnymi na akralnych częściach kończyn przedstawili Kitamura i wsp. w 1953.